# NGC 298
NGC 298 (ook wel PGC 3250 of MCG -1-3-33) is een spiraalvormig sterrenstelsel in het sterrenbeeld Walvis. NGC 298 staat op ongeveer 64 miljoen lichtjaar van de Aarde.
NGC 298 werd op 27 september 1864 ontdekt door de Duitse astronoom Albert Marth.
Vanaf de Aarde gezien bevindt NGC 298 zich schijnbaar net ten westen van de voorgrondster HD 5384 (magnitude +6) en kan deze ster daardoor als gidsster fungeren om met de telescoop op zoek te gaan naar het sterrenstelsel.
Waarnemers in de Benelux kunnen, aan de hand van NGC 298 en het nabij gelegen stelsel NGC 293, op zoek gaan naar de gordel van geostationaire satellieten. De telescoop met volgmechanisme dient naar NGC 298 of NGC 293 gericht te worden, de geostationaire satellieten bewegen traag doorheen het beeldveld.